# 1970年のバレーボール
1970年のバレーボール（1970ねんのバレーボール）では、1970年（昭和45年）のバレーボール関連の出来事をまとめる。

## できごと
- ブルガリアにて、第7回世界選手権が開催。男子は東ドイツ（初優勝）、女子はソビエト連邦（3大会ぶり4回目）が優勝を飾った。
- 韓国にて、GSカルテックス女子バレーボールチーム（当時の名称は湖南精油女子バレーボールチーム）が創設。
- 第1回全国ママさんバレーボール大会（当時の名称は全国家庭婦人バレーボール大会）が開催された。
- 第1回全国高等学校バレーボール選抜優勝大会（春の高校バレー）が開催された（フジテレビバレーボール中継も参照）。
- FIVB加盟（その13） - イエメン、コスタリカ、ザンビア、スコットランド、ニュージーランド、ヨルダンの6カ国。

## 国際大会
- 世界選手権
  - 男子
    - 金メダル： 東ドイツ
    - 銀メダル： ブルガリア
    - 銅メダル： 日本

  - 女子
    - 金メダル： ソビエト連邦
    - 銀メダル： 日本
    - 銅メダル： 北朝鮮

- アジア競技大会
  - 男子
    - 金メダル： 日本
    - 銀メダル： 韓国
    - 銅メダル： 中華民国

  - 女子
    - 金メダル： 日本
    - 銀メダル： 韓国
    - 銅メダル： カンボジア

## 国内大会

### 日本
- 第3回日本リーグ
  - 男子
    - 1位：日本鋼管
    - 2位：松下電器
    - 3位：専売広島
    - MVP：白神守

  - 女子
    - 1位：ユニチカ貝塚
    - 2位：ヤシカ
    - 3位：東洋紡守口
    - MVP：松村勝美

- 第19回全日本都市対抗
  - 男子
    - 1位：日本鋼管
    - 2位：松下電器
    - 3位：専売広島

  - 女子
    - 1位：ヤシカ
    - 2位：ユニチカ貝塚
    - 3位：東洋紡守口

## 誕生
- 1月8日 - 荻野正二
- 2月4日 - 吉原知子
- 2月12日 - 山本健之
- 3月10日 - エリア・ソウザ
- 3月16日 - ラファエル・パスカル
- 3月24日 - コンスタンチン・ウシャコフ
- 4月22日 - アンドレア・ジャーニ
- 5月1日 - パスクアーレ・グラビーナ
- 7月6日 - レグラ・ベル
- 7月11日 - オズワルド・エルナンデス
- 7月29日 - 鳥居千穂
- 8月4日 - 福田記代子
- 8月20日 - ロワク・ドゥケルグレ
- 9月3日 - 村田美穂
- 9月7日 - ジオバーニ・ガビオ
- 9月11日 - 津雲博子
- 9月30日 - 南克幸
- 12月14日 - ウラジミール・グルビッチ